# Núcleo de hielo

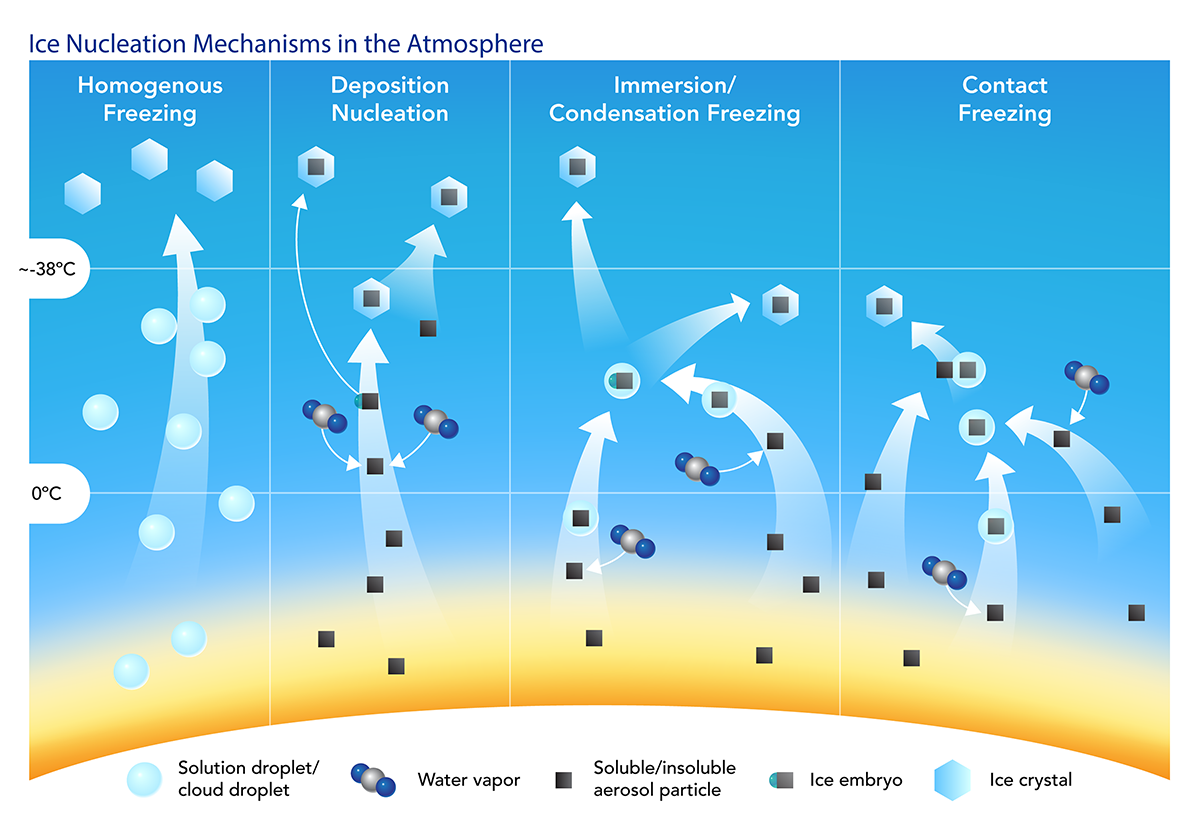
Los mecanismos de nucleación del hielo. Describen cuatro modos que son responsables de la formación de cristales de hielo primarios en la atmósfera.

Un núcleo de hielo, también conocido como partícula nucleante de hielo (INP), es una partícula que actúa como núcleo para la formación de un cristal de hielo en la atmósfera.

## Mecanismos
Hay una serie de mecanismos de nucleación de hielo en la atmósfera a través de los cuales los núcleos de hielo pueden catalizar la formación de partículas de hielo. En la troposfera superior, el vapor de agua puede depositarse directamente sobre partículas sólidas. En nubes más cálidas que alrededor de −37°C, donde el agua líquida puede persistir en un estado sobre enfriado, los núcleos de hielo pueden hacer que las gotas se congelen.
La nucleación por contacto puede ocurrir si un núcleo de hielo choca con una gota sobre enfriada, pero el mecanismo más importante de congelación es cuando un núcleo de hielo se sumerge en una gota de agua sobre enfriada y luego provoca la congelación.
En ausencia de una partícula nucleante de hielo, las gotas de agua pura pueden persistir en un estado sobre enfriado a temperaturas cercanas a −37 °C donde se congelan homogéneamente.

## Semántica
Según Web of Science la palabra clave «nucleación de hielo», que apareció en las categorías Met Atm Sci y Env Sci hasta diciembre de 2021, se trazó utilizando la cantidad de artículos publicados.

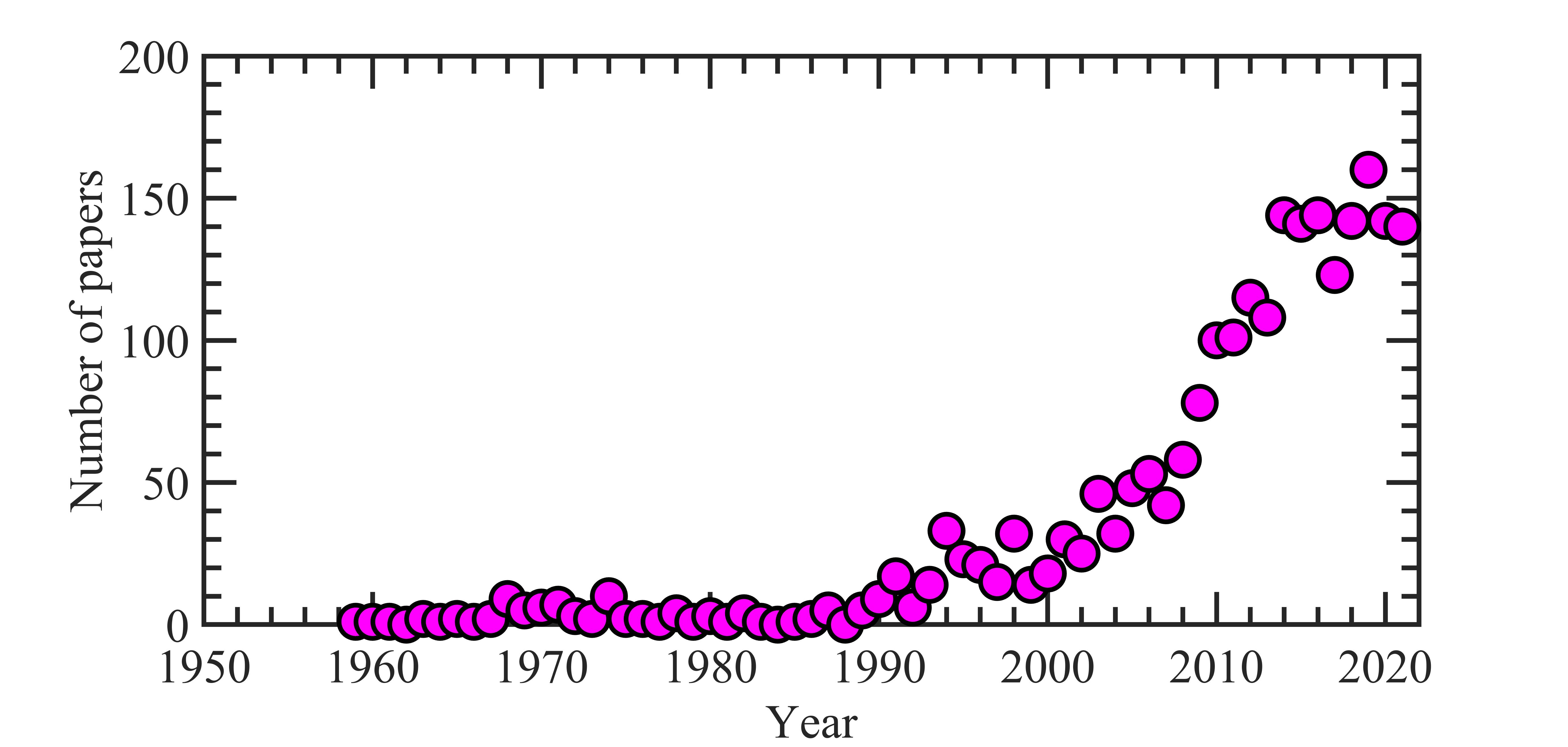
Crecimiento del número de artículos con la palabra clave «Nucleación de hielo».

Hay varios grupos de investigación que estudian las propiedades de nucleación de hielo de los aerosoles atmosféricos (por ejemplo, consulte el artículo de investigación FIN-02 de DeMott et al. 2018 o el estudio de intercomparación de mediciones FIN-02 INP).

## Dinámica de la nube
Las partículas de hielo pueden tener un efecto significativo en la dinámica de las nubes, se sabe que son importantes en los procesos por los cuales las nubes pueden electrificarse y provocar los rayos. También se sabe que pueden formar las semillas de las gotas de lluvia. Ha quedado claro que la concentración de núcleos de hielo en las nubes poco profundas es un factor clave en la retroalimentación del clima de las nubes.

## Partículas atmosféricas
Muchos tipos diferentes de partículas atmosféricas pueden actuar como núcleos de hielo, tanto naturales como antropogénicos, incluidos los compuestos de polvo del desierto, hollín, materia orgánica, bacterias (por ejemplo, Pseudomonas syringae), polen, esporas de hongos y cenizas volcánicas, entre otros.
Sin embargo, el potencial de nucleación exacto de cada tipo varía mucho, dependiendo de las condiciones atmosféricas exactas. Se sabe muy poco sobre la distribución espacial de estas partículas, su importancia general para el clima global a través de la formación de nubes de hielo y si la actividad humana ha jugado un papel importante en el cambio de estos efectos.